# First Division 1992-1993 (Irlanda)
Fu l'ottava stagione della League of Ireland First Division e vennero promosse le prime due squadre qualificate ovvero: il Galway United F.C., Cobh Ramblers F.C. e tramite play off il Monaghan United F.C..

## First Division
| Pos. | Squadra                          | Pt | G  | V  | N  | P  | GF | GS | DR  |
| ---- | -------------------------------- | -- | -- | -- | -- | -- | -- | -- | --- |
| 1    | Galway United F.C.               | 38 | 27 | 16 | 6  | 5  | 56 | 27 | +29 |
| 2    | Cobh Ramblers F.C.               | 32 | 27 | 10 | 12 | 5  | 33 | 23 | +10 |
| 3    | Monaghan United F.C.             | 32 | 27 | 11 | 10 | 6  | 38 | 31 | +7  |
| 4    | University College Dublin A.F.C. | 30 | 27 | 10 | 10 | 7  | 36 | 26 | +10 |
| 5    | Longford Town F.C.               | 29 | 27 | 10 | 9  | 8  | 41 | 39 | +2  |
| 6    | Athlone Town A.F.C.              | 25 | 27 | 8  | 9  | 10 | 33 | 34 | -1  |
| 7    | Finn Harps F.C.                  | 25 | 27 | 8  | 9  | 10 | 34 | 40 | -6  |
| 8    | Home Farm F.C.                   | 22 | 27 | 6  | 10 | 11 | 28 | 29 | -1  |
| 9    | Kilkenny City A.F.C.             | 21 | 27 | 5  | 11 | 11 | 27 | 43 | -16 |
| 10   | St James's Gate F.C.             | 16 | 27 | 4  | 8  | 15 | 16 | 50 | -34 |

G = Partite giocate; V = Vittorie; N = Nulle/Pareggi; P = Perse; GF = Goal fatti; GS = Goal subiti; DR = Differenza reti;